# Stenblomman (film)
Stenblomman (ryska: Каменный цветок, Kamennyj tsvetok) är en sovjetisk fantasyfilm från 1946 av regissören Aleksandr Ptusjko.
Filmen bygger på en folksaga av Pavel Bazjov, baserad på legender och berättelser från Ural. Filmen var med på Filmfestivalen i Cannes 1946 där den vann i kategorin Bäst färg. Filmen hade Sverigepremiär i Stockholm den 2 december 1946.

## Handling
Gamle Slysjko berättar en saga för barnen i byn om mästerstenhuggaren Prokopytj som blivit sjuk av allt sitt arbete med malakit. Den rike godsherren ber Prokopytj att lära vidare sina kunskaper till byns unga, men ingen av dem är intresserad. En dag studerar hans fosterson Danila ett av Prokopytjs arbeten och ser genast hur malakit måste huggas korrekt. Den gamle misstänker att han har sin like i Danila, men håller honom borta från berget, på grund av hälsoriskerna med stenarbetet.
Åren går och Danila blir en ung man. Prokopytj blir allt sämre och måste en dag acceptera ett uppdrag från godsherren. Han har slagit vad med en fransman om att kunna skaffa ett vackrare schatull än denne. Prokopytj bryter dock samman utan att ha hunnit färdigställa schatullet. Danila slutför i hemlighet arbetet med schatullet och godsherren blir mycket nöjd.  
Godsherren ger nu Danila i uppdrag att göra en stenbägare i form av en blomma. Arbetet varar hela sommaren och Danila har inte mycket tid att träffa sin älskade Katja. De vill gifta sig men Danila vill göra bägaren färdig först, och Katja lovar att vänta på honom.
Alla förundras över bägaren när den är färdig, men Danila själv är inte nöjd. Danila har hört talas om härskarinnan i Kopparberget och vet att de sanna stenkonstnärerna finns där, men också att de är fångade där. Härskarinnan kallar Danila till sitt rike på bröllopsdagen, och lovar honom att portarna ska stå öppna för honom om han vill återvända ut.

## Rollista (urval)
- Vladimir Druzjnikov - Danila, mästaren
- Jekaterina Derevsjikova - Katinka
- Tamara Makarova - Kopparbergets härskarinna
- Michail Trojanovskij - Prokopytj
- Lidija Dejkun - Vicoricha
- Aleksandr Kleberer - den gamle sagoberättaren
- V. Kravchenko - Danila som ung
- Nikolaj Orlov
- Anna Petuchova - frun
- Nikolaj Temjakov - herren
- Michail Jansjin - Severjan
- Serafim Zajtsev - Jefimka